# St. Benedikt (Westerengel)

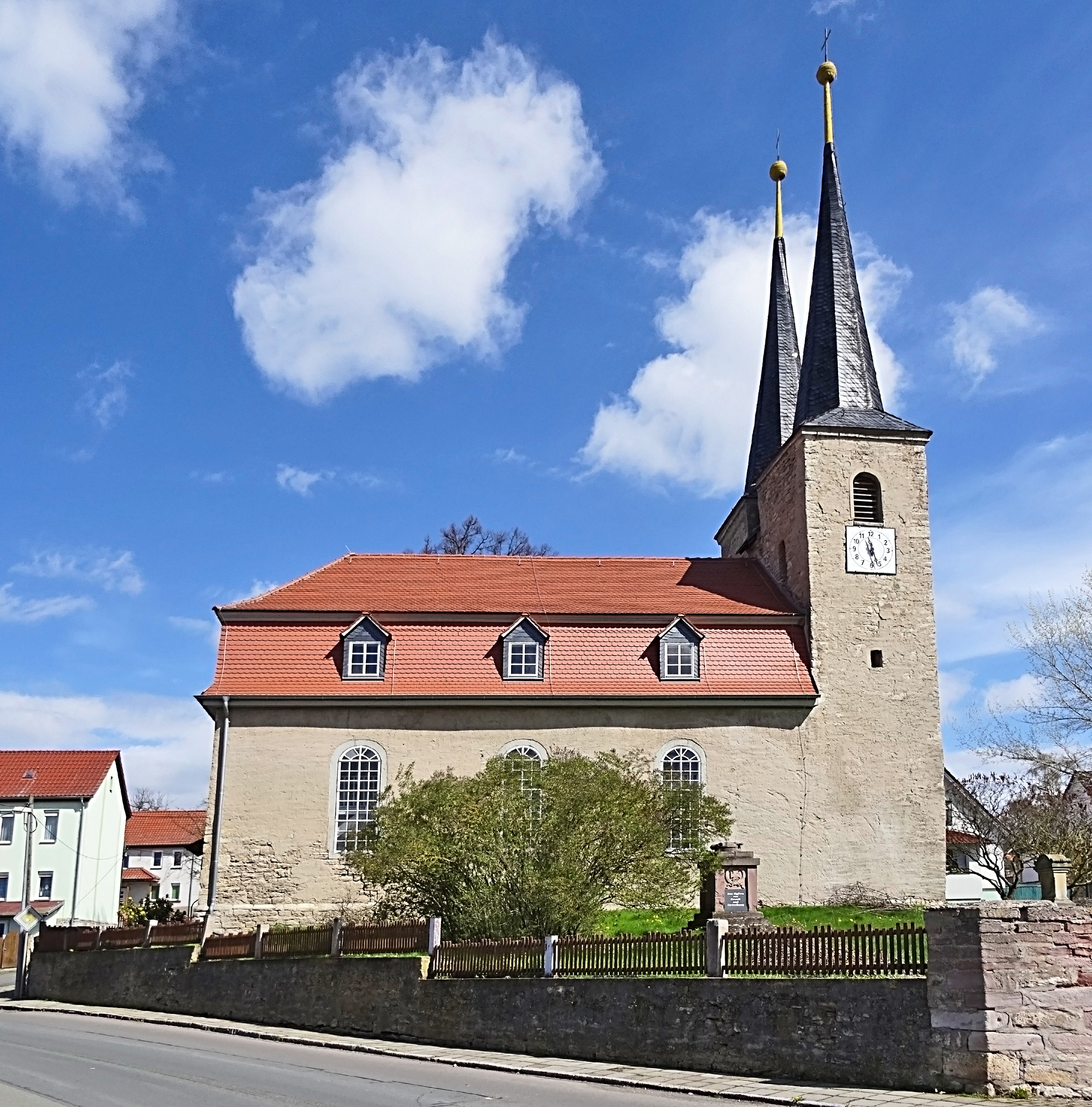
St. Benedikt

Die evangelisch-lutherische denkmalgeschützte Kirche St. Benedikt steht an der Hauptstraße auf einem schwach erhöhten Plateau im nordöstlichen Teil des Dorfes Westerengel, einem Ortsteil der Stadt und Landgemeinde Greußen im Kyffhäuserkreis in Thüringen. Die Kirchengemeinde Westerengel gehört zum Pfarrbereich Greußen im Kirchenkreis Bad Frankenhausen-Sondershausen der Evangelischen Kirche in Mitteldeutschland.

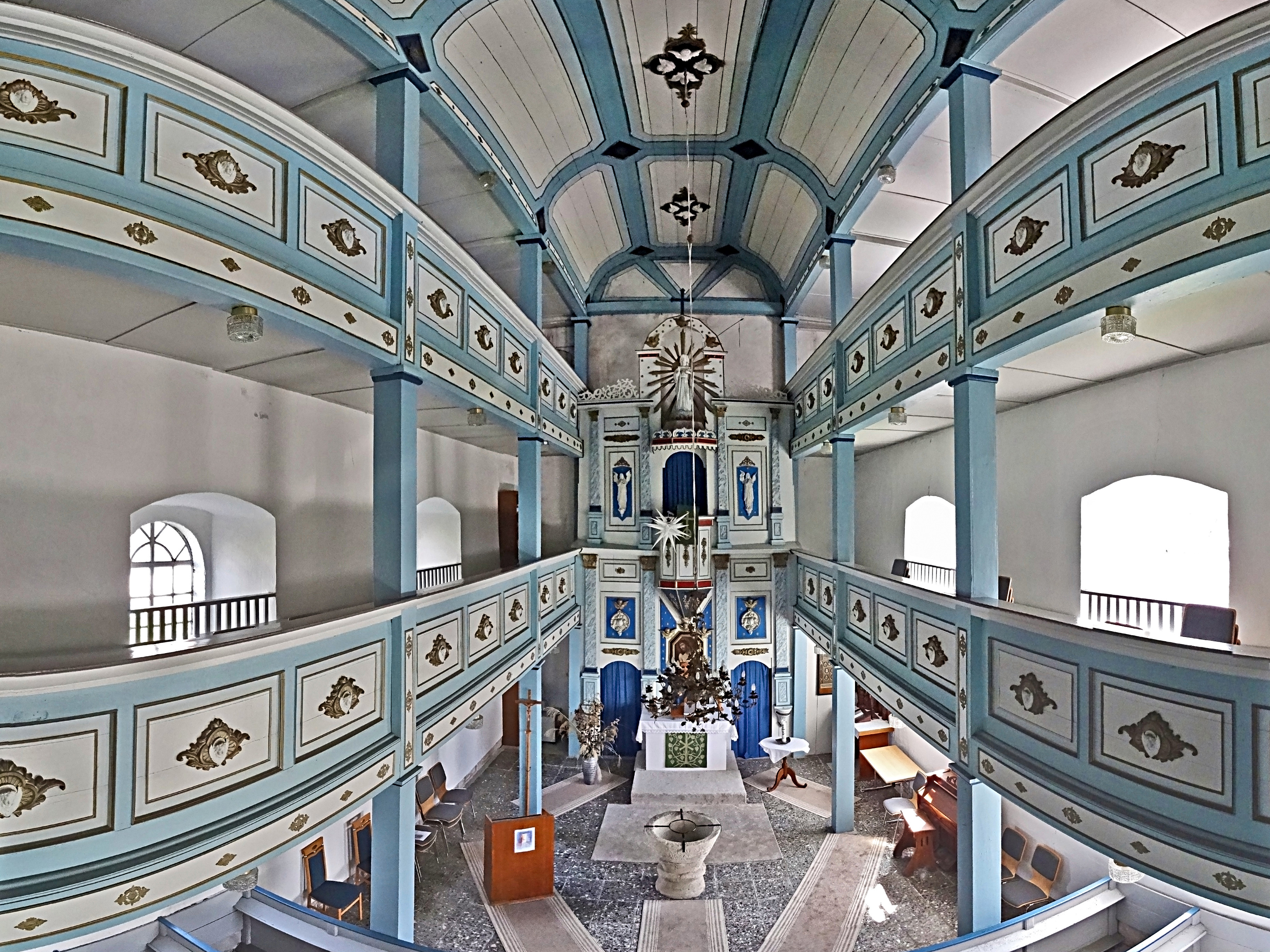
Innenraum-Panorama

## Beschreibung
Die aus Bruchsteinen errichtete Saalkirche hat einen bündig anschließenden querrechteckigen Kirchturm im Osten. Vom romanischen Vorgängerbau aus der ersten Hälfte des 13. Jahrhunderts blieben der Turm und Teile des Kirchenschiffs erhalten. Das Kirchenschiff wurde 1822 abgebrochen und unter Verwendung des alten Baumaterials neu errichtet. Der Fassade im Osten war ursprünglich ein Chor vorgelagert, zu erkennen am zugemauerten Chorbogen. Die beiden spitzen schiefergedeckten achtseitigen Zeltdächer des Turms wurden 1516 errichtet. In der Glockenstube befindet sich ein Glockenstuhl aus Eichenholz mit drei Kirchenglocken, die kleinste aus Bronze wurde 1892 von einer Glockengießerei in Apolda, die beiden Eisenhartgussglocken wurden 1956 von Schilling & Lattermann gegossen. 
1822 erfolgte ein grundlegender Umbau des Kirchenschiffs, verbunden mit einer Neuausstattung des Innenraums. 1970 wurde das Satteldach des Kirchenschiffs durch ein Mansarddach mit Dachgauben ersetzt. Der Turm hat im Süden und Norden in gleicher Höhe je eine rundbogige Klangarkade, im Süden darunter das Zifferblatt der Turmuhr. Der Turm endet in zwei quadratischen Aufsätzen, zwischen denen sich ein Glockenturm mit Stundenglocke und Wetterfahne befindet. Die Mauern des Kirchenschiffs sind an den Langseiten von je drei hohen Bogenfenstern durchbrochen.

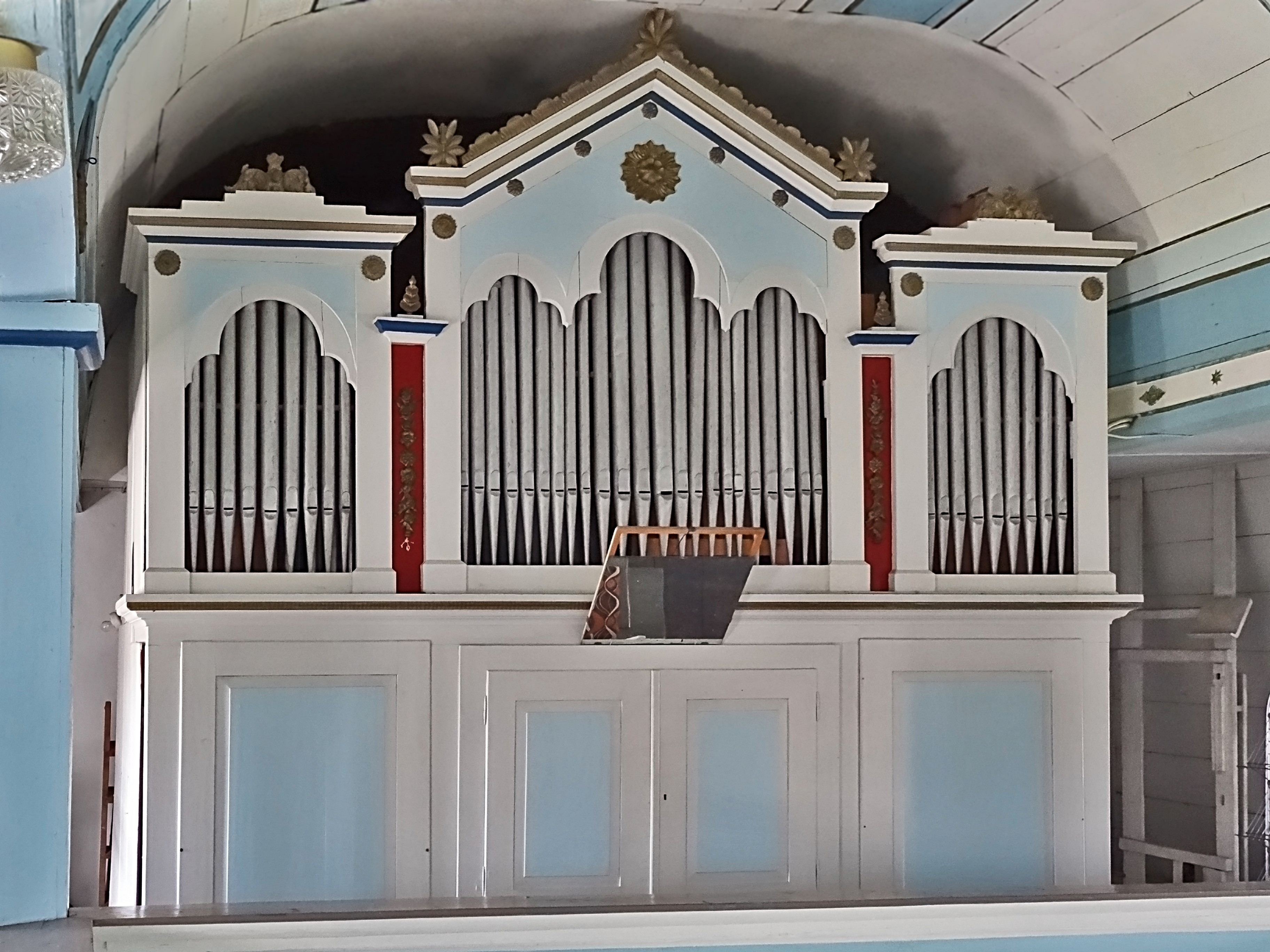
Maul-Orgel

Der Innenraum hat zweigeschossige, dreiseitige Emporen und einen bauzeitlichen Kanzelaltar, der den Bereich zwischen den Emporen ausfüllt. Der Mittelraum wird von einem hölzernen Tonnengewölbe überspannt. Der Aufgang zu den Emporen liegt in der Südwestecke. Das querrechteckige Erdgeschoss des Turms hat ein steinernes Tonnengewölbe. Im Turm befinden sich zwei Flügel eines Altarretabels mit je drei Schnitzfiguren vom Ende des 15. Jahrhunderts.
Auf der Orgelempore an der Westseite steht die von Christoph Maul in Greußen 1877 erbaute Orgel, die das von Johann Philipp Schimpf 1821/1822 gefertigte Instrument ersetzte. Sie hat 13 Register, verteilt auf ein Manual und Pedal.